# Galilea (La Rioja)
Galilea es un municipio español de la comunidad autónoma de La Rioja. Forma parte del partido judicial de Calahorra y está situado en la parte baja del llamado Valle de Ocón.  Cuenta con una población empadronada de 381 habitantes (INE 2012). Su extensión superficial es de 9,74 km² y tiene una densidad de población de 39,2 hab./km².  Se encuentra a una altitud de 558 m s. n. m.
Sus fiestas patronales son en honor a San Vicente y tradicionalmente también se celebra San Isidro Labrador. Las fiestas más importantes son las de la virgen de la Asunción y San Roque que tienen lugar los días 15 y 16 de agosto.
El núcleo urbano de esta localidad se ubica sobre un cerro prominente desde donde pueden contemplarse: al noroeste la sierra de Cantabria, al noreste los lejanos Pirineos occidentales y al sur los hayedos y pinares que coronan la sierra de la Hez.

## Geografía
Integrado en la comarca de Rioja Media, se sitúa a 26 kilómetros de Logroño. El término municipal está atravesado por la Autopista Vasco-Aragonesa (AP-68) y por la carretera nacional N-232 en el pK 384, además de por la carretera provincial LR-259, que conecta con Corera y Murillo de Río Leza. El relieve del municipio es predominantemente llano, en pendiente descendente de sur a norte. Destacan algunas elevaciones aisladas como el cerro Palomar (504 metros) al norte y un páramo al sur conocido como Teleguera (744 metros), en el límite con Ocón. La altitud oscila entre los 744 metros al sur y los 410 metros al norte. El pueblo se alza a 563 metros sobre el nivel del mar. 
| Noroeste: Murillo de Río Leza              | Norte: Murillo de Río Leza | Noreste: Alcanadre |
| Oeste: Santa Engracia del Jubera           |                            | Este: Corera       |
| Suroeste: Santa Engracia del Jubera y Ocón | Sur: Ocón                  | Sureste: Corera    |

## Economía
La actividad agrícola y ganadera está muy por encima de la actividad industrial. La vid y el olivo por una parte, y la explotación cerealística por otra son la base de la economía de sus habitantes. Sin embargo y aunque inferior a la actividad agrícola, la industria está representada por los cultivos de champiñón que tiene una producción creciente. Una fábrica de embutidos y dos trujales de aceite completan el panorama industrial de esta localidad riojabajeña.

## Historia
La historia de Galilea, hasta el 19 de mayo de 1865 hay que contemplarla unida a lo que se denominó Tierra de Ocón. Esta denominación correspondía a una parte del territorio riojano sometido a una misma organización y regulado por unas ordenanzas especiales. Gobantes, en su diccionario, engloba en la Tierra de Ocón diez aldeas: Aldealobos, Los Molinos, Oteruelo, Pipaona, Las Ruedas, San Julián, Santa Lucía, Corera, El Redal y Galilea además de la propia Villa de Ocón capital de este territorio.  Entre 1842 y 1865, tres de estos pueblos, -Corera, El Redal y Galilea, por este orden- se independizan de la metrópoli, dando lugar así a municipios independientes.
En un punto situado entre los años 1790 y 1801, Galilea se integra junto con otros municipios riojanos en la Real Sociedad Económica de La Rioja, la cual era una de las sociedades de amigos del país fundadas en el siglo XVIII conforme a los ideales de la ilustración.
El Ayuntamiento de esta localidad cuenta con un archivo municipal que fue catalogado en 1991. Este archivo comprende numerosos legajos y libros de actas, registros de vías pecuarias, correspondencia y todo tipo de expedientes y viene a completar toda la historiografía local junto al archivo religioso ubicado en el Seminario Conciliar de Logroño y el Archivo Histórico Provincial.

### Personajes relevantes de Galilea
- Cándido Marín Martínez (Padre Marín):   Nació en Galilea el 3 de octubre de 1877. Fundó varias instituciones religiosas en Logroño como el Patronato de Escuelas Católicas "San Bernabé", el Patronato del Divino Maestro para niñas, en unión del obispo don Francisco Blanco Nájera; El colegio de nueva construcción "San Bernabé", de la calle Rodríguez Paterna de Logroño; las escuelas del suburbio Cavo Noval y Nido, y, finalmente, las Escuelas Profesionales del Sagrado Corazón.

## Patrimonio

### Iglesia de San Vicente

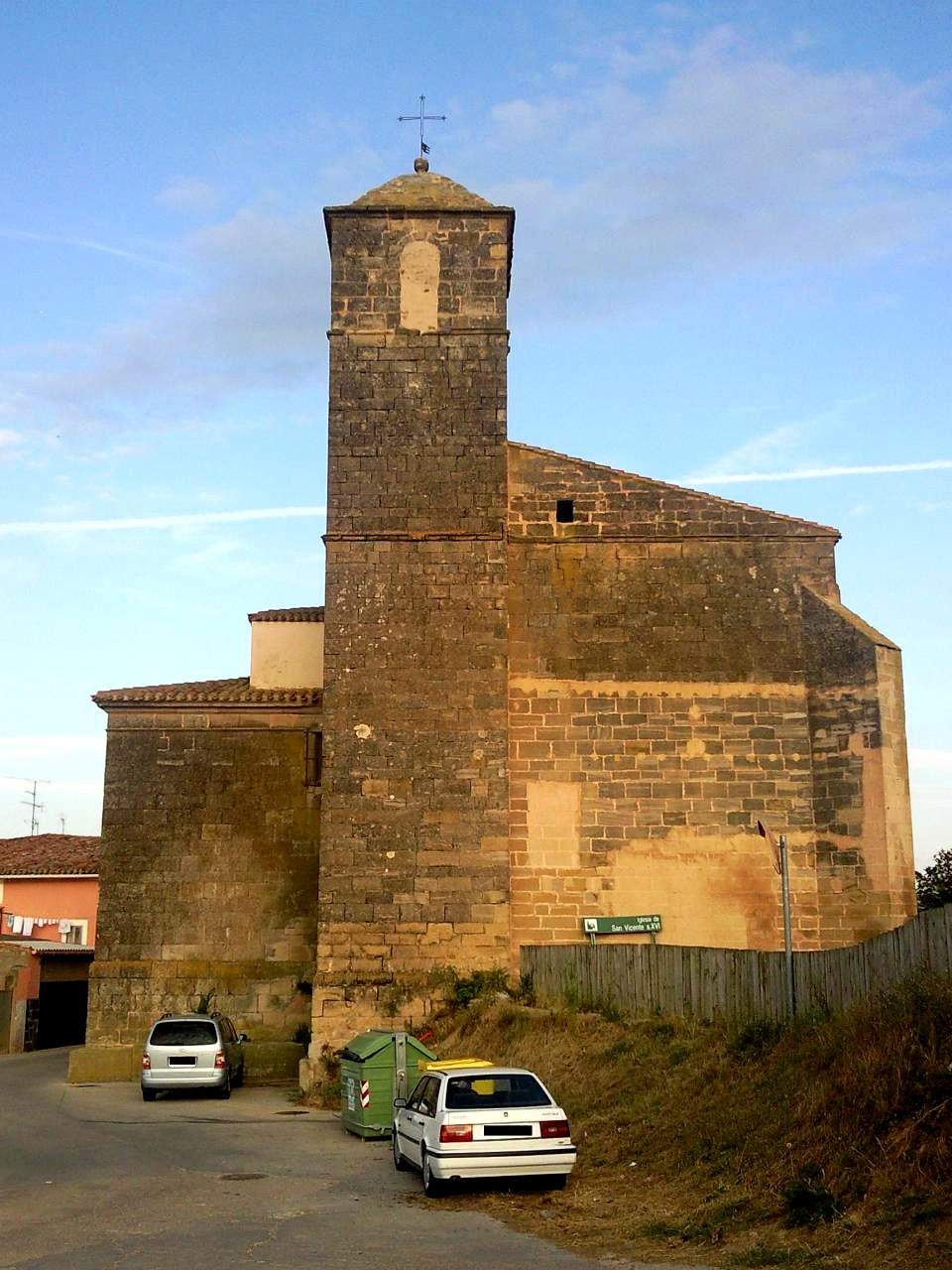
Vista de la fachada oeste de la iglesia de San Vicente de Galilea (2013).

Es un templo eminentemente barroco que se comenzó a construir en la primera mitad del siglo XVI terminándose la nave a finales de ese siglo o comienzos del siguiente. Se trata de un edificio de sillería, mampostería y ladrillo de una nave de tres tramos, crucero y cabecera ochavada en tres paños, cubierta con crucería estrellada con combados curvos y terceletes sobre arcos de medio punto y pilares redondos adosados, y ménsulas.  Los brazos del crucero se cubren con bóveda de cañón.
La sacristía de sitúa al norte del crucero. La torre se asienta a los pies, orientada asimismo al norte y con tres tramos de sillería. Ambas son obras de los siglos XVII y XVIII. También a los pies hay un coro alto sobre crucería estrellada, protegido del voladizo por un gran barandal entero con balaustradas de madera. En él un órgano barroco, posiblemente de finales del siglo XVII.
Son elementos destacados de su arquitectura interior el retablo mayor, cuya autoría hay que atribuírsela al escultor y vecino de Arnedo Antonio de Zárraga en cuyo bancal destacan los cuatro evangelistas, y en sus dos pisos superiores, detalles del prendimiento y martirio de San Vicente.
A ambos lados del crucero de la iglesia están ubicadas cuatro capillas: la del Cristo y de la Virgen del Rosario, ambas en el lado del Evangelio y la capilla de Santa Teresa de los Andes, carmelita beatificada y canonizada por el papa Juan Pablo II en Santiago de Chile el 21 de marzo de 1993; y la capilla de la Inmaculada, en el lado de la Epístola. Todas ellas de los siglos XVI al XVIII.
La capilla de la Virgen del Pilar es posiblemente el elemento más valioso de cuantos conforman el interior del templo.  Construida en 1710 por Juan José de Tejada, para alojar los cadáveres de su tío el arzobispo Don Diego de Tejada y Laguardia en la capilla de El Pilar de la iglesia de Galilea y del resto de su familia.  Se abre con una espléndida reja que tal vez construyera el logroñés Sebastián de Medina. La riqueza de la misma es suficiente para adjudicar su construcción al calagurritano José Raón. El retablo fue encargado en 1709 al arquitecto José Ramírez y al escultor Juan Félix de Camporredondo. Justo al año siguiente, el pintor José Morales, ayudado por Bernardo de Alesón, se ocuparían del bordado. 
A lo largo del primer semestre del año 2007 se procedió a restaurar de forma integral su magnífico retablo barroco.

### Ermita de la Virgen de Gracia

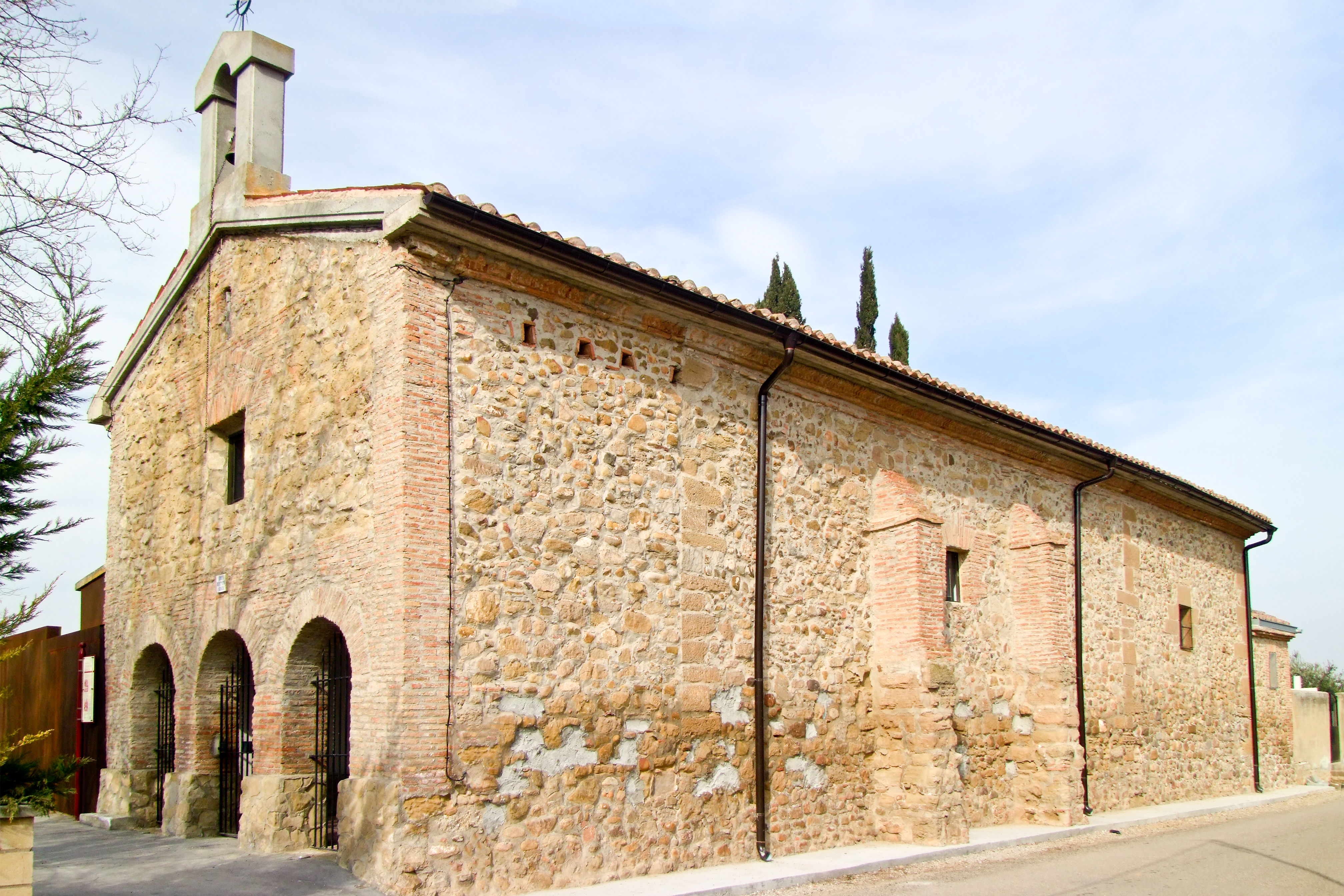
Ermita de la Virgen de Gracia.

Situada junto al cementerio, es una construcción de mampostería y ladrillo de tres tramos, crucero en planta y cabecera rectangular con pórtico cerrado con puerta de rejas a sus pies, y sacristía sobre la cabecera. Igualmente a los pies coro alto sobre madera. La talla de la Virgen, es romanista del siglo XVI. Parece edificio del siglo XVIII.
El retablo mayor está formado por banco y cuerpo con columnas corintias estriadas en zig-zag y frontón redondo roto, clasicista de mediados del siglo XVII, con pinturillas en tabla en el banco de San Pedro, los santos Juanes y San Pablo, coetáneas. Cruz de altar con apliques de nácar y grabado de la Virgen del Rosario, del convento de Santo Tomás de Madrid, con bordados del siglo XVIII.

### Casa palacio del Arzobispo
En los últimos años de su vida el Arzobispo Diego de Tejada mandó edificar su palacio episcopal, comenzando las obras en el verano de 1663, un año antes de su muerte. El palacio lo mandó construir el ilustre prelado a don Juan de Raón, vecino por aquel entonces de Lodosa, Navarra y uno de los canteros más afamados del obispado de Calahorra.
El edificio se construyó en tres plantas: la inferior de sillería, y el resto de ladrillo encadenado y mampostería.  La portada principal se concibió cono elemento unificador de todos sus componentes e incorporó las soluciones más nobles actuando como eje de simetría. En el coronamiento se adosó el escudo del propietario, en cuyos cuarteles figuran las armas del solar de Valdeosera y como remate de todo este conjunto una moldura de mútulos y un frontón triangular sobre el que vuela profusamente el tejado al objeto de proteger de las aguas la estructura de sillares.
En la actualidad el edificio es de titularidad privada,

## Principales infraestructuras
- Captador de manantiales: En el lugar del municipio denominado Los Aguazales, rico en manantiales abundantes. Existe una perforación longitudinal a lo largo de una gran franja de terreno hasta llegar a los niveles freáticos. Sus instalaciones albergan bombas extractoras para el abastecimiento de agua doméstica.
- Desvío de escorrentías: Las escorrentías de las laderas del lugar denominado Monte de la Mata en su confluencia con el barranco La Barrilla fueron desviadas hacia una vertiente alejada del núcleo urbano para poder pavimentar ciertas calles y no frenar la expansión urbanística.
- Guardería: Ubicada en el antiguo emplazamiento de las llamadas casas-viviendas para los maestros construidas en 1933.
- Centro Educativo Asistencial Socio-Sanitario:
- Hogar del jubilado:  Construido en 1992 en la calle Alberto Villanueva, en un edificio de moderna factura y gestionado por su Asociación de Jubilados. El edificio ocupa un solar del exalcalde de esta localidad Florentino Fernández.
- Frontón: Terminado de construir en el año 2008, su arquitectura comprende un artesonado de madera.
- Piscinas
- Edificio del Ayuntamiento

## Geografía humana

### Demografía
Cuenta con una población de 407 habitantes (INE 2024).
| Gráfica de evolución demográfica de Galilea entre 1877 y 2021 |
| |
| Población de derecho según los censos de población del INE Población de hecho según los censos de población del INEEntre el censo de 1877 y el anterior, aparece este municipio porque se segrega del municipio 26108 (Ocón) |

Galilea siempre ha sido una localidad pequeña de unos 550 habitantes, pero durante el éxodo rural de los años 70 y 80 el pueblo sufrió un descenso demográfico dejándolo por debajo de los 300 habitantes. Desde principios de siglo XXI, gracias a la construcción de nuevas viviendas, su cercanía de Logroño, así como la buena comunicación del municipio a través de transporte público, han hecho que el municipio haya ganado población de una forma gradual.

## Administración
| Periodo   | Nombre                       | Partido                  |
| --------- | ---------------------------- | ------------------------ |
| 1979-1983 | Jesús Aragón Martínez        | UCD                      |
| 1983-1987 | Víctor Fernández Malo        | AP                       |
| 1987-1991 | José Antonio Royo Fernández  | Agrupación Independiente |
| 1991-1995 | José Antonio Royo Fernández  | Agrupación Independiente |
| 1995-1999 | José Ramón Eguizábal Malo    | PP                       |
| 1999-2003 | José Ramón Eguizábal Malo    | PP                       |
| 2003-2007 | Mª Concepción Eguizábal Malo | PP                       |
| 2007-2011 | Mª Concepción Eguizábal Malo | PP                       |
| 2011-2015 | Mª Concepción Eguizábal Malo | PP                       |
| 2015-2019 | Mª Nuria López Oliván        | PP                       |
| 2019-2023 | Mª Nuria López Oliván        | PP                       |